# デビッドデリ

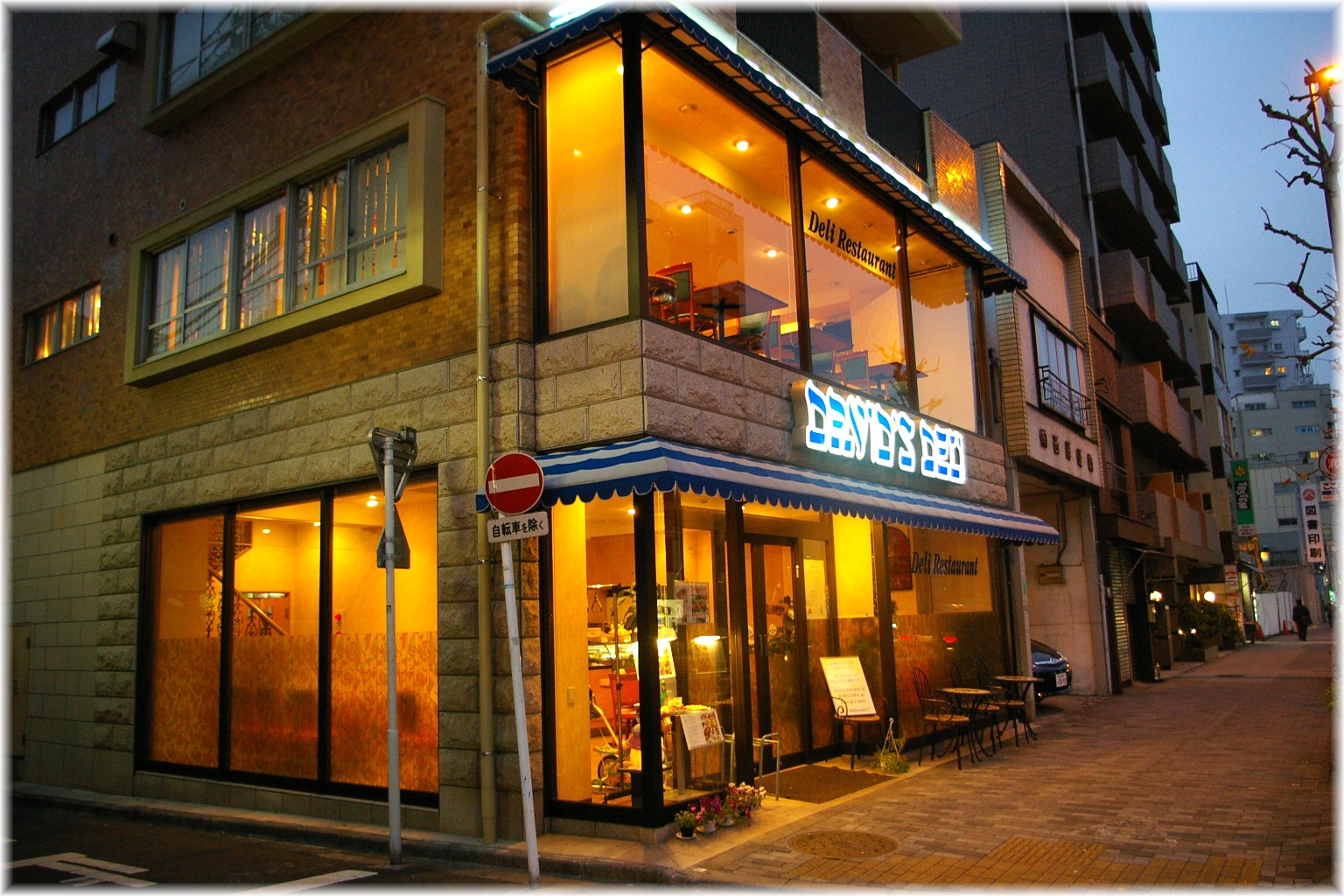
David's Deli

デビッドデリ（David's Deli）とは東京都港区三田五丁目（国道1号線沿い）に存在するイスラエル料理店。日本風にアレンジしたものではない本格的なイスラエル料理が味わえる店としてマスコミに紹介されている。